# Baracska
Baracska is een plaats (község) en gemeente in het Hongaarse comitaat Fejér. Baracska telt 2709 inwoners (2001).